# Tés
Tés là một thị trấn thuộc hạt Veszprém, Hungary. Thị trấn này có diện tích 49,03 km², dân số năm 2010 là 831 người, mật độ 17 người/km².